# Terebint
Terebint, även kallat terpentinträd (Pistacia terebinthus), är en art i familjen sumakväxter. Växten är en sommargrön buske, ibland ett träd som blir upp till 6 meter högt. Medelhavsområdet. Den avger en starkt hartsartad lukt och har använts för utvinning av så kallad "grön terpentin". Frukterna är syrliga och ätliga. 

## Underarter
Arten delas in i följande underarter:
- P. t. palaestina
- P. t. terebinthus

## Terebint i litteraturen
Terebint omnämns på flera ställen i Gamla Testamentet, bland annat i Första Moseboken: i 12:6 om hur Abraham när han anlände till Kanaan byggde ett altare vid Mores terebint (den så kallade orakelterebinten i Shekem), i 13:18, 14:13 samt i 18:1 om Mamres terebintlund. I Domarboken omnämns den i 4:11 och 6:11. Vidare omnämns arten i Andra Samuelsboken 18:9 om striden mellan kung David och hans son Absalom: "Och Absalom stötte på några av Davids tjänare. Han red då på sin mulåsna. När mulåsnan kom in under en stor terebint med täta grenar, fastnade hans huvud i terebinten, och han blev hängande mellan himmel och jord, medan mulåsnan som han satt på gick vidare."
Claudius Aelianus nämner i sin Varia Historia (3.39) att perserna är särskilt förtjusta i terebint och kardemumma, som de använder i sin kokkonst.